# Stomiopera unicolor
El mielero unicolor (Stomiopera unicolor) es una especie de ave paseriforme de la familia Meliphagidae endémica de Australia.

## Taxonomía
Fue descrito científicamente por el ornitólogo inglés John Gould en 1843 como Ptilotis unicolor, con la localidad tipo en «Port Essington».
Fue clasificado previamente en el género Lichenostomus, pero se trasladó a Ptilotula tras el resultado de un análisis de filogenética molecular publicado en 2011, que demostró que el género original era polifilético.

## Distribución y hábitat
Es endémica del norte de Australia, se disribuye desde la península de Dampier en el extremo noroeste de Australia Occidental, a través del norte del Territorio del Norte (Top End), hasta el noreste de Queensland (península del Cabo York).